# Eva Potztal
Eva Hedwig Ingeborg Potztal (* 22. Dezember 1924 in Berlin; † 2. Juli 2000) war eine deutsche Botanikerin. Sie war die langjährige Direktorin des Botanischen Museums in Berlin, das nach dem Zweiten Weltkrieg unter ihrer Leitung neu aufgebaut worden war.
Ihr offizielles botanisches Autorenkürzel lautet „Potztal“.

## Kindheit und Ausbildung
Eva Potztal war die Tochter des Regierungsinspektors Wilhelm Potztal und Hedwig Potztal, geb. Sänger. Sie besuchte die Cecilienschule in Berlin-Wilmersdorf. Nach ihrem Abitur 1943 musste sie zunächst einen einjährigen Arbeitsdienst leisten. 1944 begann sie, an der Friedrich-Wilhelms-Universität zu Berlin Biologie zu studieren. Noch im selben Jahr wurde sie zu einem Arbeitseinsatz bei der Firma Blaupunkt verpflichtet, musste ihr Studium unterbrechen und konnte es erst ab 1946 fortsetzen. Sie finanzierte sich ihr Studium selbst, indem sie als Hilfs-Jugendfürsorgerin und als Sprechstundenhilfe arbeitete.

## Wissenschaftliche Tätigkeit
1949 wechselte Eva Potztal an die neugegründete Freie Universität Berlin, wo sie als wissenschaftliche Hilfskraft arbeitete. 1949 wurde sie Vorlesungsassistentin am Botanischen Institut am Lehrstuhl des Professors Robert Pilger. Am 17. Juni 1950 wurde ihr für ihre Dissertation mit dem Thema „Anatomisch-systematische Untersuchungen an Helictotrichon und Arrhenatherum“ der Doktorgrad verliehen. 1954 wurde Potztal wissenschaftliche Assistentin am Botanischen Garten und Botanischen Museum Berlin-Dahlem. 1957 wurde sie zur Kustodin ernannt; zwei Jahre später übernahm sie die wissenschaftliche und organisatorische Leitung des Neuaufbaus des Museums, das sie von der Studiensammlung zum Publikumsmuseum umgestaltete. 1972 wurde sie als Professorin berufen und zur Direktorin am Botanischen Garten und Botanischen Museum ernannt.
Durch ihre gemeinsame Arbeit mit dem Palmenspezialisten Max Burret wurde sie zur Expertin für Gramineen und Palmen und war für die Betreuung dieser Pflanzen im Botanischen Garten zuständig. Im Botanischen Museum betreute sie später die Themenbereiche Fasern, Kautschuk und Gummi sowie Nahrungs- und Genussmittel. In Zusammenarbeit mit der Bildhauerin Irma Langhinrichs und dem Präparator Heinz Woern entwickelte sie eine Technik zur Herstellung von Kunststoffmodellen für das Botanische Museum und brachte so die Ausstellungsmethoden für Pflanzen maßgeblich voran.
Als Eva Potztal im Alter von 75 Jahren starb, vererbte sie ihr großes Vermögen dem Museum.